# Depressione delle Baleari
La depressione delle Baleari è una depressione mediterranea che si forma nel mare tra la costa orientale della Spagna e le isole Baleari.

## Ciclogenesi
La struttura di bassa pressione si forma sottovento ai Pirenei, in prossimità delle isole Baleari, per effetto dell'aria umida atlantica, più o meno fredda, che entra nel Mediterraneo attraverso la cosiddetta Porta dell'Ebro.
L'aria umida affluisce da nord-ovest verso sud-est, supera la barriera pirenaica insinuandosi lungo la Valle dell'Ebro e seguendone l'intero corso, fino a raggiungere le coste della Spagna orientale. Penetrata nel Mediterraneo, segue il proprio corso fino ad impattare con i rilievi montuosi delle isole Baleari; la bassa pressione si forma per interazione tra la massa d'aria umida di origine atlantica, la temperatura più elevata del Mediterraneo e il particolare contesto orografico.

## Effetti sul clima
La depressione delle Baleari, una volta formatasi, determina condizioni di maltempo sulla Spagna nord-orientale e sulle isole Baleari.
In seguito, nel suo spostamento, può seguire due diverse traiettorie. 
- Può risalire verso nord-est, verso la Corsica, la Francia meridionale e l'Italia centro-settentrionale, in presenza dell'anticiclone balcanico come alta pressione di blocco.
- Allo stesso modo, in assenza di strutture anticicloniche ad oriente, il suo movimento predilige la traiettoria da ovest verso est, andando ad interessare, in questo caso, la Sardegna e le regioni centro-meridionali italiane, per proseguire il suo corso verso il Mediterraneo orientale.